# Esme cyaneovittata
Esme cyaneovittata – gatunek ważki z rodziny pióronogowatych (Platycnemididae). Endemit Ghatów Zachodnich w południowych Indiach.